# سيسيل فيتزروي
سيسيل فيتزروي (بالإنجليزية: Cecil Fitzroy)‏ هو سياسي نيوزلندي، ولد في 10 يناير 1844 في نورفك في المملكة المتحدة، وتوفي في 13 نوفمبر 1917 في نيوزيلندا. انتخب عضو مجلس النواب النيوزيلندي.